# Екатеринополье
Екатеринополье — село в Инжавинском районе Тамбовской области России. 
Входит в Балыклейский сельсовет.

## География
Расположено в 18 км к востоку от центра сельсовета, села Балыклей, в 22 км к востоку от райцентра, посёлка городского типа (рабочего посёлка) Инжавино, и в 108 км по прямой к юго-востоку от центра города Тамбова. В 7км граница с Саратовской областью.

## Население
| 2002 | 2010 |
| ---- | ---- |
| 314  | ↘225 |

Согласно результатам переписи 2002 года, в национальной структуре населения русские составляли 99 % от жителей.

## История
До 2010 года село входило в Николинский сельсовет.